# Coupe des nations de rink hockey 1964
Navigation
Coupe des nations 1963 Coupe des nations 1965
La Coupe des nations de rink hockey 1964 est la 38e édition de la compétition. La coupe se déroule durant le mois d'avril 1964 à Montreux.

## Déroulement
La compétition se compose d'un championnat à six équipes. Chaque équipe jouant une rencontre contre les cinq autres. Le vainqueur de l'édition remporte le challenge hispanica pour la 18e édition de la coupe des nations.
À Porto, la fédération internationale de roller skating a instauré depuis l'année passée que les interruptions de jeu ne devaient plus être décompté du temps effectif. Cela signifie d'une mi-temps de 20 mi-temps, peut désormais durer entre 25 et 35 minutes. De ce fait le comité suisse décide de réorganiser le tournoi en le faisant de dérouler sur quatre jours contre trois les éditions précédentes.
Double vainqueur en titre, le Portugal n'engage pas d'équipe en raison de la tenue du championnat portugais se déroulant simultanément à la coupe des nations. L'Espagne avec Barcelone fait figure de favori face à l'Allemagne qui est la seule nation à envoyer une sélection nationale. Les autres pays sont représentés par les clubs champions nationaux.
Le tournoi est médiatisé sur les ondes suisses romandes.
Montreux se prépare en jouant un match contre Bâle et en se rendant à un tournoi en Angleterre à Herne-Bay.
Les trois premiers matchs voient la presse suisse les décrire. Des matchs suivants également. L'Espagne remporte la coupe des nations avec un goal-average plus favorable que celui de Montreux.

## Résultats
| Rang | Équipe                    | Pts | J | G | N | P | Bp | Bc | Diff |  | Résultats                 |  |     |     |     |     |      |
| ---- | ------------------------- | --- | - | - | - | - | -- | -- | ---- |  | ------------------------- |  | --- | --- | --- | --- | ---- |
| 1    | Barcelone                 | 14  | 5 | 4 | 1 | 0 | 29 | 5  | +24  |  | Barcelone                 |  | 2-2 | 3-0 | 4-0 | 6-2 | 14-1 |
| 2    | Montreux HC               | 14  | 5 | 4 | 1 | 0 | 33 | 17 | +16  |  | Montreux HC               |  |     | 7-3 | 5-4 | 8-3 | 11-5 |
| 3    | Allemagne                 | 10  | 5 | 2 | 1 | 2 | 11 | 11 | 0    |  | Allemagne                 |  |     |     | 0-0 | 3-1 | 5-0  |
| 4    | Unione Sportiva Triestina | 10  | 5 | 2 | 1 | 2 | 13 | 13 | 0    |  | Unione Sportiva Triestina |  |     |     |     | 5-2 | 4-2  |
| 5    | Pays-Bas                  | 7   | 5 | 1 | 0 | 4 | 13 | 24 | -11  |  | Pays-Bas                  |  |     |     |     |     | 5-2  |
| 6    | Angleterre                | 5   | 5 | 0 | 0 | 5 | 10 | 39 | -29  |  | Angleterre                |  |     |     |     |     |      |

## Classement final
| Vainqueur du tournoi de Montreux 1964 |
| ------------------------------------- |
| Espagne 5°                            |